# 20488 Пік-дю-Міді
20488 Пік-дю-Міді (20488 Pic-du-Midi) — астероїд головного поясу, відкритий 17 липня 1999 року.
Тіссеранів параметр щодо Юпітера — 3,325.